# Поворот не туда 3
«Поворот не туда 3» (англ. Wrong Turn 3: Left for Dead, дословно — «Поворот не туда 3: Оставленные умирать») — американский психологический слэшер, снятый в 2009 году режиссёром Декланом О’Брайеном с Томом Фредериком, Джанет Монтгомери и Тамером Хассаном в главных ролях. «Поворот не туда 3» является продолжением серии фильмов ужасов «Поворот не туда» и третьей частью в серии. Является прямым продолжением к картине «Поворот не туда 2: Тупик». Премьера фильма состоялась 8 октября 2009 года на видеоносителях. Основные съёмки проводились в Болгарии.
Фильм получил смешанные и негативные оценки критиков, которые сочли фильм уступающим предыдущим частям. Фильм был выпущен 20 октября 2009 года, а за ним последовал приквел к первой части: «Поворот не туда 4: Кровавое начало».

## Сюжет
Алекс (Джанет Монтгомери) и её друзья Трей (Джек Гордон), Софи (Louise Cliffe) и Брент (Чарли Спид) отправляются в леса Западной Вирджинии для рафтинга. Когда они разбивают лагерь, друзей Алекс на её глазах жестоко убивают появившиеся из леса мутанты, один из которых вооружён луком со стрелами.
Два дня спустя, тюремный охранник Нейт (Том Фредерик), вместе с друзьями и коллегами Уолтером (Чаки Венн) и Прэслоу (Майк Страуб), получают задание внезапно перевезти в другую тюрьму группу опасных преступников. В число последних входят: лидер преступной группировки Чавес (Тамер Хассан), неонацист и серийный убийца Флойд (Джил Колирин), автомобильный вор Кроуфорд (Джейк Каррен), ошибочно осуждённый за убийство бывший солдат Брэндон (Том Маккэй) и тайный агент Вилли (Кристиан Контрерас), внедрённый в среду заключённых, чтобы получить информацию от Чавеса.
Тем временем местный шериф Карвер (Билл Муди), с детства знакомый с выросшим в этих краях Нейтом, а также его заместитель Элли Лейн (Эмма Клиффорд), получают информацию о пропавшей группе туристов.
Во время перевозки автобус с зэками внезапно таранит старый внедорожник-эвакуатор, после чего автозак терпит аварию в лесах Западной Вирджинии. Освободившиеся и завладевшие оружием заключённые, захватившие в качестве проводника местного уроженца Нейта, но не сумевшие сбить свои кандалы, вынуждены передвигаться далее пешком. Под предлогом поиска ключей Нейт спасает из горящего автобуса тяжело раненого Уолтера, а затем сообщает остальным, что неподалёку имеется вышка с рацией, откуда можно вызвать помощь.
Планировавший побег Чавес ошибочно считает, что за ним пришли его люди, и возглавляет группу. Вскоре выясняется, что автобус таранил Трёхпалый (Борислав Илиев) — один из местных отшельников-каннибалов, устроивших охоту на беглецов. Прэслоу почти удаётся одолеть Чавеса, но лесной монстр ловко убивает его брошенным в шею ножом.
Из зарослей выскакивает Алекс и по ошибке нападает на Нейта. Она рассказывает о мутантах, расправившихся с её друзьями. Узнав о брошенных на берегу лодках, Чавес требует, чтобы она привела их к ним, чтобы сбежать по реке. В пути беглецам попадается брошенный бронированный грузовик, в кузове которого оказывается куча денег, упакованных в мешки. Залезший в машину по требованию Чавеса Нейт также находит набор ключей и револьвер, тайно передав последний раненому Уолтеру. Угрозами Чавес заставляет всех тащить по два мешка с деньгами, в том числе Уолтера. Последний отказывается, неудачно пытаясь подстрелить бандита из револьвера, за что тот его безжалостно убивает выстрелом в голову.
В чаще леса беглецы натыкаются на ловушку, установленную сыном Трёхпалого, которая срабатывает неудачно. Они ловят притаившегося рядом сына каннибала, после чего Чавес для устрашения отрезает мальчишке голову, насадив её на кол. Вскоре все понимают, что это только разозлило Трёхпалого, который с помощью ловушек убивает сначала Вилли, а затем и Кроуфорда.
Между тем, у опытного шерифа Карвера возникает дурное предчувствие, и, получив информацию о замеченном с вертолёта брошенном автомобиле, он решает отправиться на поиски тюремного автобуса, разрешив напарнице отправиться тем временем к найденной машине. Ему удаётся отыскать в лесу выживших заключённых с заложниками, но притаившийся на дереве Трёхпалый убивает его копьём. После этого между Чавесом и Флойдом вспыхивает ссора, окончившаяся жестокой дракой, что даёт возможность сбежать Нейту и Алекс. Стоящий в стороне Брэндон не препятствует им, но в драке помогает Чавесу, оглушив Флойда. Вооружённые преступники без труда нагоняют выбившуюся из сил Алекс и Нейта, снова взяв их в заложники и потребовав, чтобы последний, наконец, привёл их к башне.
Однако, добравшись до места, они выясняют, что башня давно сгорела и никакой рации там нет. В гневе Чавес пытается застрелить Нейта, но его останавливает Алекс, напугавшая его близостью преследующего их каннибала. Между тем, очухавшийся Флойд находит оставленные под деревом сумки с деньгами и, тяжело нагрузившись ими, пытается убежать, но попадает в ловушку, устроенную в скалах. На крик раненого нациста выходит разъяренный Чавес, на глазах которого Трёхпалый поджигает и застрявшего в камнях Флойда, и его ценный груз.
Чтобы уйти восвояси, циничный Чавес отдаёт Трёхпалому в качестве приманки Алекс, после чего монстр везёт девушку в своё логово, связав её там колючей проволокой. Полуживая Алекс видит в комнате ранее схваченную на дороге и так же связанную проволокой напарницу шерифа, истекающую кровью. Чавес натыкается на Трёхпалого и вступает с ним в бой, но мутант оказывается более ловким и, вдобавок, почти невосприимчивым к боли и ранам. Насадив Чавеса на огромный мясной крюк, каннибал подвешивает его к дереву и, вскрыв череп топором, поедает сырые мозги полумёртвого бандита.
Нейт находит в доме Трёхпалого Алекс и освобождает её, сообщившую ему, что напарница Карвера уже мертва, но тут на него нападает вернувшийся монстр. В ожесточённой схватке последнему удаётся свалить полицейского, которого спасает Алекс, вонзя кол в спину Трёхпалого. Нейт и Алекс уезжают на эвакуаторе Трёхпалого, но тот непостижимым образом нагоняет их, взобравшись на грузовик, пытаясь вытащить из него Нейта. Эвакуатор врезается в дерево и загорается, но появляется Брэндон и вытаскивает из машины и Алекс, и Нейта. На них нападает Трёхпалый, но Нейт умудряется таким образом всадить ему крюк в голову, что каннибал, наконец, лишается жизни.
В награду за спасение, Нейт отпускает невиновного Брэндона, пообещав, что запишет его в числе погибших. Под утро приезжает многочисленная полиция…
Фильм заканчивается кошмарным сном Нейта, где Нейт сам находит в лесу перевернувшийся грузовик с деньгами, достаёт из мешка несколько банкнот, мечтая уехать во Флориду. Внезапно в его спину вонзается стрела, выпущенная Брэндоном, который подходит к умирающему тюремщику со словами: «Я же говорил: не верь осужденным!» В это время за спиной Брэндона появляется фигура неизвестного с палицей в руке, после чего слышится звук разрубаемой плоти и истошный крик Брэндона…

## В ролях
- Том Фредерик — Нейт
- Джанет Монтгомери — Алекс
- Джил Колирин — Флойд
- Кристиан Райан — Вилли
- Джэйк Каррен — Крофорд
- Том Маккэй — Брэндон
- Чуки Венис — Уолтер
- Тамер Хассан — Чавес
- Джек Гордон — Трей
- Луиза Клайфф — Софи
- Чарли Спид — Брент
- Борислав Петров — Три пальца
- Борислав Илиев — Трёхпалый
- Майк Страуб — Прэслоу
- Билл Муди — Шериф Карвер
- Эмма Клиффорд — Помощник шерифа Элли Лейн
- Мак Макдональд — Начальник тюрьмы Лэдью
- Тодд Дженсен — судебный исполнитель
- Владо Михайлов — судебный исполнитель

## Производство
Съемки проходили в Софии, Болгария. Единственным вернувшимся персонажем был Трёхпалый; однако его сыграл другой актёр, третий во многих фильмах.

## Выпуск
Фильм был выпущен на DVD и Blu-ray 20 октября 2009 года. За первую неделю фильм заработал 1 800 000 долларов, а на сегодняшний день — более 5 900 000 долларов.

## Критика
Фильм получил смешанные и негативные отзывы критиков. Веб-сайт, агрегатор рецензий, Rotten Tomatoes дает фильму оценку 0 % на основе пяти обзоров. Bloody Disgusting сказал: «Если сиквел поднял планку, то триквел опускает её обратно туда, где она была, и, возможно, на ступеньку или две ниже». Однако несмотря на отзывы, фильм был успешен в кассовых сборах и через 2 года был выпущен приквел и ещё 3 фильма.